# Partido Conservador Nacional Católico na Boêmia

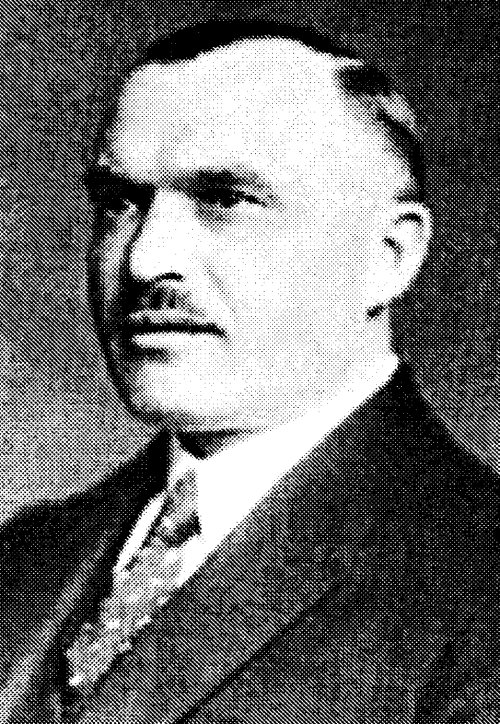
Jan Dostálek

O Partido Conservador Nacional Católico na Boêmia ( em tcheco/checo:  Katolicko-národně konzervativní strana v Čechách ), era um partido político católico tcheco na Boêmia. O Partido foi fundado por ex-membros do Partido do Povo Católico em torno de Jan Dostálek. O partido operava em estreita relação como contrapartida do Partido Conservador Nacional Católico na Morávia. No congresso político de 5 a 6 de janeiro de 1919, o partido se fundiu com o recém-criado Partido Popular da Checoslováquia .